# George Cross
George Cross på dansk Georgskors eller Sankt Georgskors  er den højeste civile udmærkelse i commonwealth. Den kan tildeles både civile- og militære enkeltpersoner samt grupper af personer, i civilt sammenhæng. Denne udmærkelse bliver kun overgået af Victoria Cross. Ingen personer har endnu modtaget begge udmærkelser. Siden introduktionen har den kunnet tildeles posthumt.

## Oprettelse
George Cross blev oprettet den 24. september 1940 af kong George VI og bliver tildelt for heltemodig optræden og mod, med stor fare for eget liv.

## Kollektiv tildeling
To gange er George Cross blevet tildelt en gruppe:
- Øen Malta fik tildelt George Cross  den 15. april 1942 med følgende begrundelse (forkortet):

For at ære det tapre folk, tildeler jeg George VI, George Cross til befolkningen på fæstningen Malta, for at bevidne deres mod, heroisme og hengivenhed, som vil gå over i historien. Befolkningen modstod dag efter dag svære fjendtlige bombeangreb og blokade af deres havn hvilket bragte dem tæt på overgivelse på grund af udsultning. Dette vakte stor beundring i Storbritannien og hos deres allierede. 
George Cross er vævet ind i Maltas flag.
- Royal Ulster Constabulary (RUC) fik tildelt George Cross af dronning Elizabeth II i 1999 med følgende begrundelse (forkortet):

Dronningen har tildelt George Cross til ’Royal Ulster Constabulary’, for at ære de ansattes og deres familier mod samt dedikation, under ekstremt vanskellige forhold i de sidste 30 år.
RUC har været et bolværk imod og hovedmålet i en brutal terrorist kampagne for at beskytte samfundet. Det har kostet 302 medlemmer af RUC livet samt tusinder af sårede.